# Acrobacia aérea
Acrobacia aérea é um esporte radical praticado com pequenos aviões, planadores e eventualmente com helicópteros, que envolve manobras aéreas solo, ou em formações de múltiplas aeronaves.  A Acrobacia aérea é praticada com aviões e planadores para treino, diversão e desporto. Alguns helicópteros, como o MBB Bo 105,  também são capazes de algumas manobras limitadas.

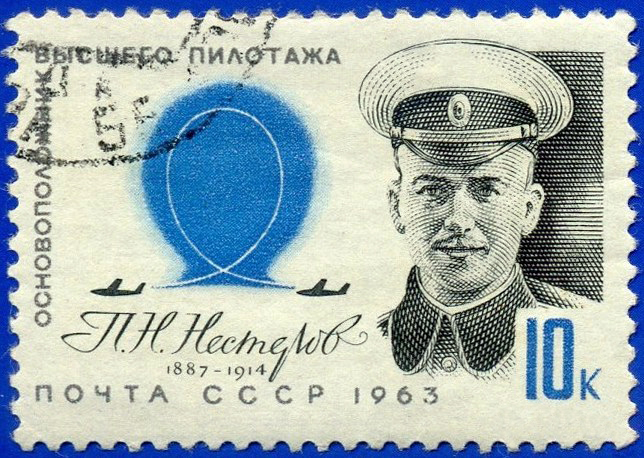
Selo de correio em homenagem ao acrobata russo Pyotr Nesterov, inventor da acrobacia aéria.

## Descrição
O invento dessa modalidade esportiva é creditado ao piloto militar russo, Piotr Nesterov, sendo a maioria dos praticantes também militares, havendo alguns pequenos grupos que realizam acrobacias aéreas apenas por entretenimento ou diversão.
A prática requer do piloto muita experiência e responsabilidade, já que para fazê-lo, é necessário levar em consideração que qualquer erro pode ser fatal tanto para o piloto como para quem está observando.  Em alguns países, o uso de paraquedas em conjunto com sistema de ejeção é obrigatório.
Enquanto muitos pilotos fazem acrobacias apenas para diversão, outros escolhem voar em competições de acrobacia aérea como um esporte, o voo a vela, que possuí um sistema próprio de arbitragem.

## Treinamento

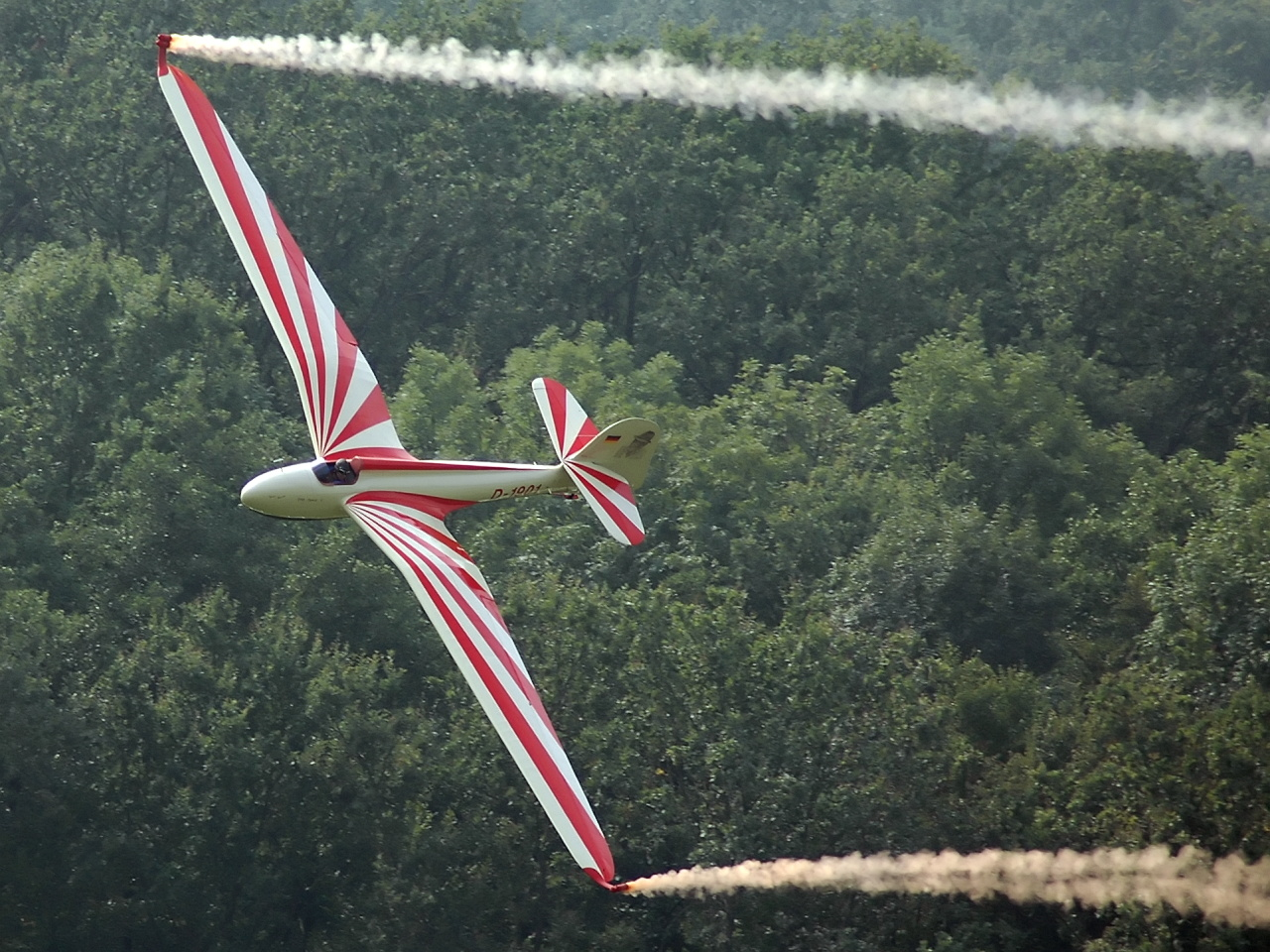
Planador acrobático DFS Habicht.

Acrobacias aéreas são ensinadas a pilotos militares como forma de desenvolverem habilidades de voo precisas para uso tático em combates. Acrobacias e formação de voo não são limitadas somente a aeronaves de asas fixas, sendo os helicópteros também muito usados: o Exército Britânico, Marinha Real Britânica, Força Aérea Portuguesa, Força Aérea Espanhola e a Força Aérea da Índia, entre outros, têm equipes de exibição que utilizam helicópteros.
Toda manobra acrobática aérea requer treinamento e prática para evitar acidentes. Tais acidentes são raros, mas podem resultar em fatalidades, nos Estados Unidos, por exemplo, as regras de segurança são tão rígidas que não há mortes de espectadores em shows aéreos desde a década de 1950.
Acrobacias rasantes exigem muito conhecimento e prática, por isso pilotos de shows aéreos precisam comprovar suas habilidades antes de poderem realizar apresentações abaixo de uma determinada altitude.

## Competições
As competições são dividas em grupos de níveis primários ou graduados, sendo geralmente julgados por uma comissão de arbitragem. Os pilotos que se destacarem em diversos quesitos como, performance, maior dificuldade e melhor manobra, recebem maiores pontuações. Além disso, é necessária uma grande resistência física dos pilotos, pois as forças g podem ultrapassar a +8/-6g.

## No Brasil
O início da acrobacia aérea no Brasil se deu ainda na década de 1920, predominantemente praticada por pilotos militares. Em 1952 foi fundada a Esquadrilha da Fumaça, no Campo dos Afonsos, Rio de Janeiro, e nos anos seguintes destacou-se o acrobata aéreo Alberto Bertelli, mais especificamente no Aeroclube de São Carlos e depois no Aeroclube de Rio Claro.
Atualmente a Esquadrilha da Fumaça é chamada de Esquadrão de Demonstração Aérea que está sediado na Academia da Força Aérea (Brasil), em Pirassununga, interior de São Paulo.
Atualmente existem no país o Comitê Brasileiro de Acrobacia e Competições Aéreas (CBA), que tem organizado treinamentos e campeonatos, e a ACRO Brasil, cujo principal objetivo tem sido a instrução de pilotos.
A atividade é regulada pela ANAC - Agência Nacional de Aviação Civil.

## Algumas esquadrilhas

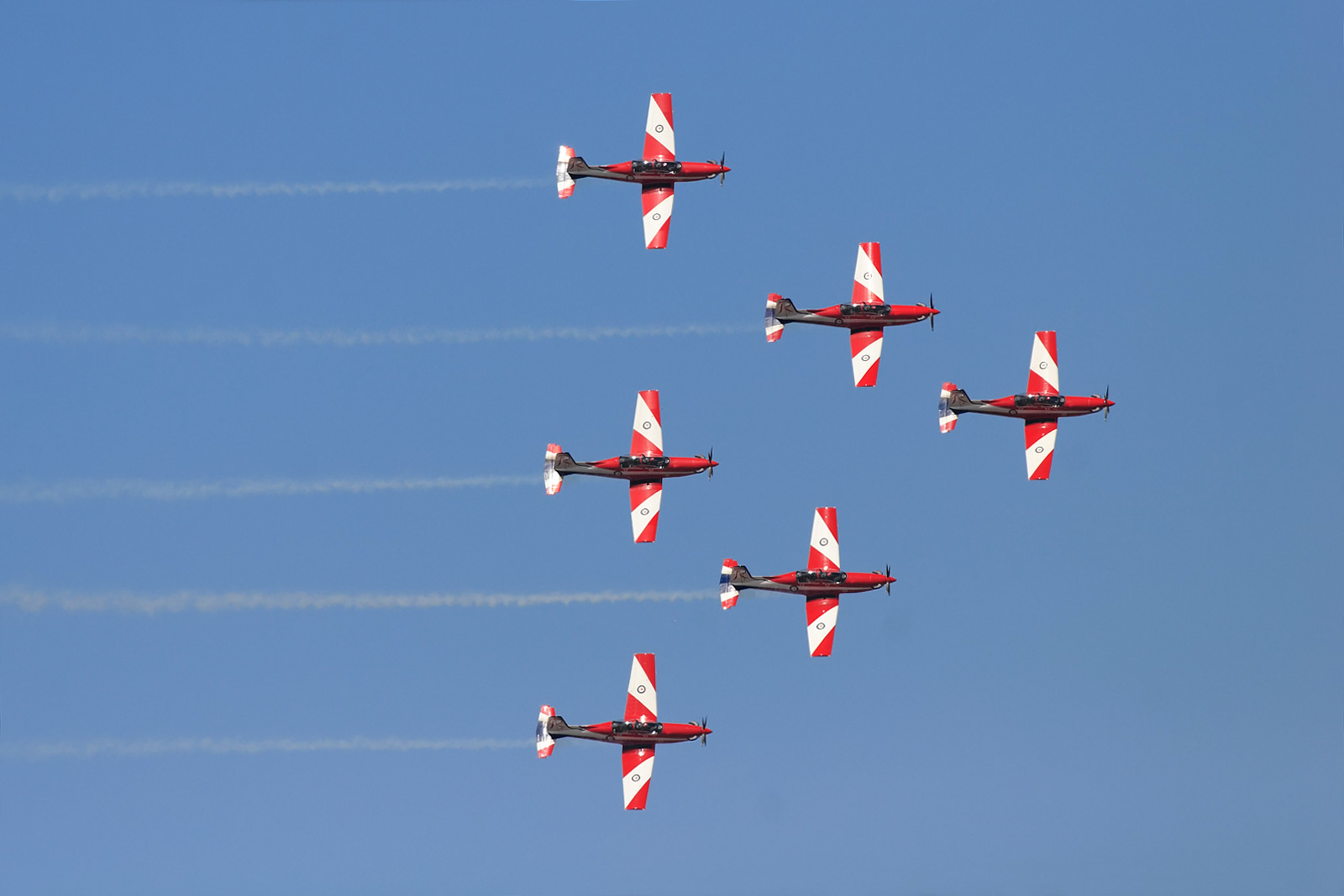
Os Australian Roulettes em formação

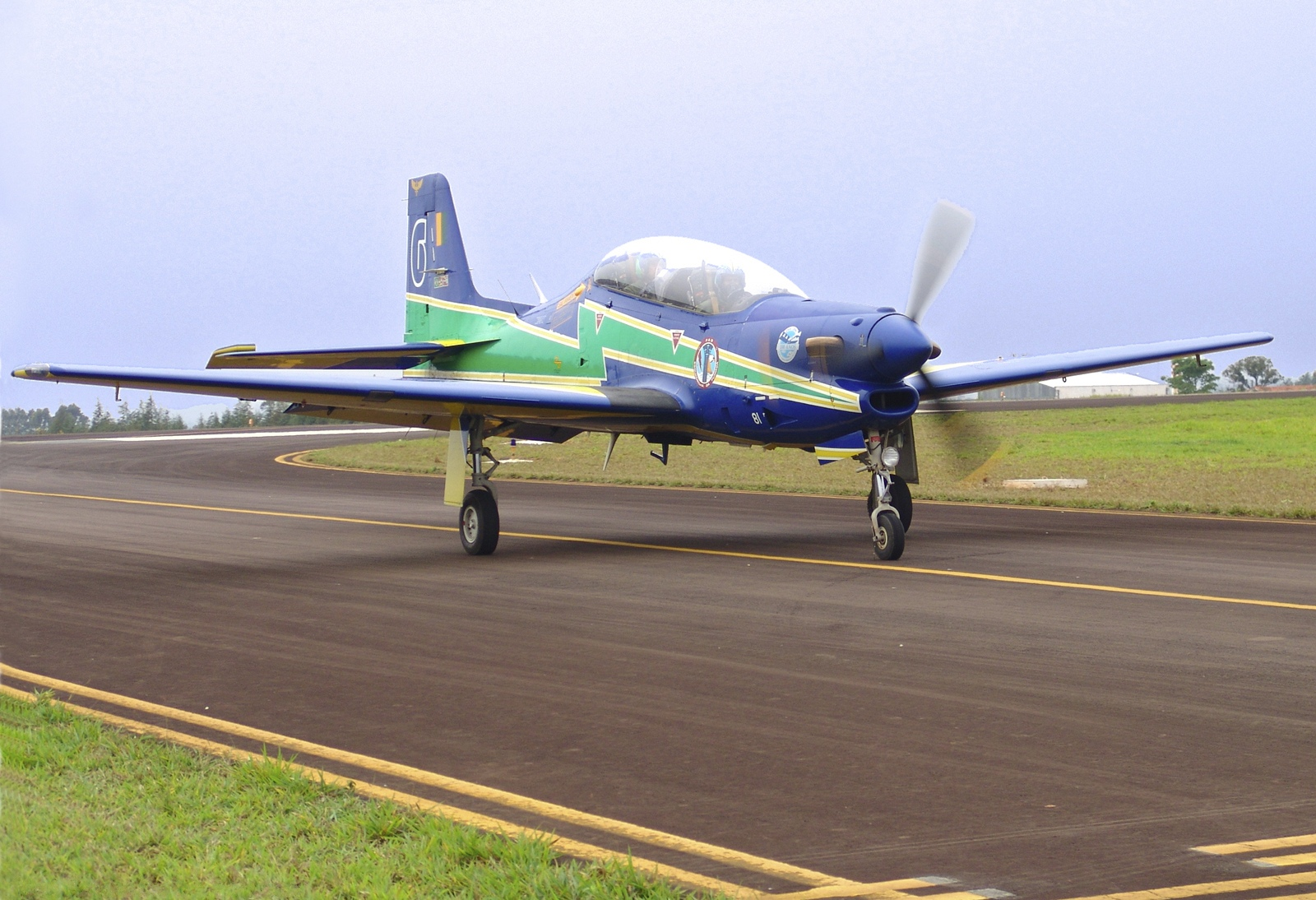
Avião Tucano da Esquadrilha da Fumaça

Algumas das principais esquadrilhas do mundo:
- Asas de Portugal (Força Aérea Portuguesa)
- August 1st (Força aérea Chinesa)
- Black Eagle (Força aérea Coreana)
- Black Knights (Força aérea da República de Cingapura)
- Akrobatika (Brasil, grupo particular de Ubatuba)- (Extinto)
- Blue Angels (Marinha dos Estados Unidos)
- Blue Diamonds (Força Aérea Filipina)
- Blue Eagles (Força Aérea Real—Reino Unido)
- Blue Impulse (Força Aérea Japonesa)
- Breitling Jet Team (Grupo privado dos Estados Unidos)
- Cartouche doré (Força Aérea Francesa)
- Cruz del Sur (Força Aérea Argentina)
- Diables Rouges (Força Aérea Belga)
- Elang Biru (Força Aérea da indonésia)
- Esquadrilha da Fumaça - (Força Aérea Brasileira)
- Frecce Tricolori (Força Aérea Italiana)
- Halcones (Força Aérea Chilena)
- Hungarian Sky Hussars (Força Aérea da Hungria)
- Green Hawk (Grupo de meteorologia e agricultura da Tailândia)
- Orlik Aerobatic Team (Força Aérea Polaca)
- Patrouille de France (Força Aérea Francesa)
- Patrouille Suisse (Força Aérea Suíça)
- Patrulla Aguila (Força Aérea Espanhola)
- Red Arrows (Força Aérea Real—Reino Unido)
- Red Checkers (Força Aérea da Nova Zelândia)
- Red Pelicans (Força Aérea Real da África do Sul)
- Rotores de Portugal (Força Aérea Portuguesa—Helicópteros)
- Roulettes (Força Aérea Portuguesa Australiana)
- Royal Jordanian Falcons (Força Aérea Portuguesa da Jordânia)
- Russian Knights (Força Aérea da Rússia)
- Sagar Pawan (Marinha da Índia)
- Sanmueang (Força Aérea Real da Tailândia)
- Sarang (Força Aérea Indiana)
- Saudi Hawks, (Força Aérea Saudita)
- Sherdils (Força Aérea do Paquistão)
- Silver Falcons (Força Aérea Real da África do Sul)
- Silver Swallows Força Aérea Irlandesa
- Snowbirds (Força Aérea Canadense)
- Surya Kiran (Força Aérea Indiana)
- Team Jupiter (Força Aérea da Indonésia)
- Team 60 (Força Aérea Suíça)
- Thunder Tiger (Força Aérea da República popular da China)
- Thunderbirds (Força Aérea dos Estados Unidos)
- Turkish Stars (Força Aérea da Turquia)
- Ukrainian Falcons (Força Aérea da Ucrânia)
- Wings of Storm (Força Aérea da Croácia)